# Rarities
Albums de The Beatles
Love Songs
(1977) The Beatles Ballads
(1980)
Albums américains
Love Songs
(1977) 20 Greatest Hits
(1982)
Rarities est le nom de deux compilations, une anglaise et l'autre américaine, qui rassemblait des chansons du groupe rock britannique The Beatles qui n'étaient pas disponibles en format 33 tours ou présentées dans des versions insolites. 
La version anglaise, comprenant des chansons tirées, entre autres, d'un maxi et des 45 tours britanniques, était offerte originellement comme disque bonus dans le boîtier The Beatles Collection, une réédition de tous leurs albums parue en 1978. Cette compilation deviendra caduque lorsqu'en 1988, les deux volumes de Past Masters, regroupant toutes les chansons parues hors albums officiels, seront publiées. Ces disques seront intégrés dans la discographie canonique des Beatles avec les albums britanniques et l'album américain Magical Mystery Tour.
L'autre compilation rassemblait des titres qui n'avaient jamais été inclus dans les 33-tours publiés par l'étiquette américaine Capitol Records ou des versions alternatives de certaines chansons.

## Parutions

### Version anglaise
Ce disque était, à l'origine, un bonus à l'achat du boîtier The Beatles Collection publié, au Royaume-Uni, le 2 décembre 1978. Mais le 12 octobre de l'année suivante, EMI le met en marché à l'unité et celui-ci atteint la 17e position du palmarès mais disparaît des listes la semaine suivante.
La plupart des chansons présentes sur cette compilation avaient été publiées en face B des 45 tours ou sur le E.P. de pièces inédites Long Tall Sally mais qui n'étaient pas encore disponibles en format 33-tours au Royaume-Uni. On y retrouve aussi la chanson Bad Boy qui a été enregistrée pour le marché américain, placée sur Beatles VI, la version dite Wildlife de la chanson Across the Universe telle que publiée sur le 33-tours caritatif pour le Fonds mondial pour la nature et les versions allemandes des pièces I Want To Hold Your Hand et She Loves You. Par contre, pour posséder la collection complète des chansons des Beatles, il fallait aussi avoir les compilations The Beatles 1962–1966 et 1967–1970 qui possédaient les chansons publiées sur les faces A qui ont atteint le haut du palmarès (I Feel Fine et Paperback Writer par exemple), la version américaine du disque Magical Mystery Tour qui incorporait tous les singles publiés en 1967 (ce 33-tours a été publié en Angleterre en 1976 mais tout de même pas inclus dans le boîtier) et la compilation américaine Hey Jude, publiée en 1970, qui rassemblait surtout les 45-tours de la fin de la carrière du groupe et qui sera finalement commercialisée en Angleterre quelques mois après la sortie de Rarities. 
Ce boîtier a été disponible partout dans le monde, y compris aux États-Unis où le disque Rarities a été manufacturé localement avec les versions allemandes de I Want to Hold Your Hand et She Loves You remplacées par les versions originelles chantées en anglais.
Ce disque est retiré du catalogue d'EMI le 29 février 1984. Toutes les chansons qui se retrouvent sur la version britannique de Rarities sont désormais sur les compilations Past Masters publiées en mars 1988.

#### Liste des chansons
Toutes les chansons sont composées par Paul McCartney et John Lennon et présentées en mono, sauf mention contraire. L'astérisque dénote des chansons identifiées comme étant stéréo mais qui sont en réalité mono. Les pièces tirées des faces A ou B de 45 tours sont représentées par les symboles ƒA ou ƒB et le symbole Єᑭ, celles issues du E.P. Long Tall Sally.
Face 1
1. Across the Universe (Version tirée du disque caritatif No One's Gonna Change Our World (en)) stéréo
2. Yes It Is ƒB
3. This Boy ƒB
4. The Inner Light (Harrison) ƒB
5. I'll Get You ƒB *
6. Thank You Girl ƒB
7. Komm, Gib Mir Deine Hand (Version allemande de I Want to Hold Your Hand) ƒA stéréo
8. You Know My Name (Look Up the Number) ƒB *
9. Sie Liebt Dich (Version allemande de She Loves You) ƒB stéréo

Face 2
1. Rain ƒB
2. She's a Woman ƒB  *
3. Matchbox (Perkins) Єᑭ
4. I Call Your Name Єᑭ
5. Bad Boy (Williams) (Publiée sur le 33-tours américain Beatles VI et sur la compilation britannique A Collection of Beatles Oldies.) stéréo
6. Slow Down (Williams) Єᑭ
7. I'm Down ƒB *
8. Long Tall Sally (Johnson/Penniman/Blackwell) Єᑭ

### Version nord américaine
La discographie américaine des Beatles étant très différente de celle en Angleterre, plusieurs chansons parues exclusivement sur des 45-tours anglais et sur le maxi Long Tall Sally avaient déjà été intégrées dans des 33-tours américains. La version américaine du disque Rarities comprend deux chansons tirées du disque Please Please Me, qui étaient présentes sur Introducing... The Beatles, publié en Amérique par Vee-Jay Records, mais qui ne seront pas incluses sur The Early Beatles, la version de ce disque publié par Capitol en 1965. Le disque possède aussi quelques chansons publiées en mono avec des différences notables des versions stéréo et même quelques versions inédites qui ne sont pas disponibles ailleurs aujourd'hui. L'album possède aussi les faces B absentes des albums américains sauf pour la chanson I'm Down, qui complétait le single de la chanson Help!. Pour posséder cette dernière chanson orpheline en format 33 tours, il fallait posséder la compilation Rock 'n' Roll Music publiée en 1976.
Deux erreurs sont survenues dans les notes de Randall Davis, responsable du marketing chez Capitol,, inscrites sur la pochette de la première édition du disque. Le cri de Ringo Starr concernant ses « cloques aux doigts » à la fin de la chanson Helter Skelter, qui était omis dans cette version mono, était faussement attribué à John Lennon et le nom du producteur George Martin avait été oublié. Les correctifs ont été apportés à partir de la seconde impression. 
La photo de couverture, originellement embossée, a été prise le 28 juillet 1968, au Mercury Theatre à Notting Hill Gate (en) à Londres, par l'un des photographes présents lors de la séance photo surnommée « A Mad Day Out », possiblement Don McCullin. À l'intérieur de la pochette ouvrante, on trouve la photo prise par Robert Whitaker (en) qui fut utilisée en 1966 comme pochette originale de l'album compilation américain Yesterday and Today, surnommée la « Butcher Cover », mais qui fut retirée des ventes quelques jours après sa parution et remplacée par une photo plus sobre. Dix photos couleurs sont présentées sur la partie droite, placées dans la partie supérieure d'une grande photo du groupe assis devant un rideau rouge lors de la conférence de presse de Los Angeles, le 24 août 1966. Seize photos noir et blanc illustrent chaque côté de l'enveloppe dans laquelle s'insère le disque. Au dos de la pochette, un montage simulant une pile de photos avec bordures blanches accompagne les notes explicative de chaque chanson en plus de deux courts textes d'information. Le premier traite de la raison de l’existence de cette collection et le second, de la « Butcher Cover »,.
Cet album a atteint la 21e position du classement Billboard. Certaines des versions inédites retrouvées sur cette collection de Rarities seront aussi publiées la même année dans la compilation sur huit disques The Beatles Box produite par EMI.

#### Liste des chansons
Tous les morceaux sont composés par Paul McCartney et John Lennon et présentés en stéréo, sauf mention contraire. Les chansons suivies du symbole ¶ sont maintenant disponibles sur Past Masters, celles suivies du symbole ₥, sur The Beatles in Mono et l’astérisque dénote une chanson qui sera incluse dans la compilation The Beatles Box.
Face 1
1. Love Me Do ƒA - mono, version du 45-tours original anglais avec Ringo Starr à la batterie et, depuis 2023, remixée et placée sur The Beatles 1967–1970; ¶ et ₥ *
2. Misery - publiée par Vee-Jay sur le disque Introducing... The Beatles - disponible maintenant sur Please Please Me;
3. There's a Place - publiée par Vee-Jay sur le disque Introducing... The Beatles - disponible maintenant sur Please Please Me;
4. Sie Liebt Dich - version chantée en allemand de She Loves You publiée aux États-Unis sur un 45-tours mono sur l'étiquette Swan Records; ¶
5. And I Love Her - version inédite publiée en Allemagne avec une finale avec 2 mesures supplémentaires - non disponible sur CD; *
6. Help! - mono, avec des vocalisations différentes de la version stéréo; ₥
7. I'm Only Sleeping - version finale anglaise du disque Revolver disponible aujourd'hui sur un disque bonus de la réédition remixée de l'album en 2022;
8. I Am the Walrus - un montage des variantes de la version du maxi britannique (intro à six mesures au lieu des quatre de la version américaine[n 2]) et de la version du 45-tours américain (deux mesures supplémentaires avant le vers « Yellow matter custard »)[9]; version inédite, non disponible sur CD. *

Face 2
1. Penny Lane - mixage inédit incorporant les variations de la version allemande et de la version promotionnelle américaine. La version promotionnelle de Capitol, avec une fin différente, est maintenant disponible en CD sur le quatrième disque de la réédition Deluxe du 50e anniversaire du disque Sgt. Pepper's Lonely Hearts Club Band; *
2. Helter Skelter - mono, fin différente de la version stéréo; ₥
3. Don't Pass Me By (Starkey) - mono, version plus rapide avec des différences notables de la partition de violon; ₥ *
4. The Inner Light (Harrison) ƒB - mono; ₥
5. Across the Universe - version tirée du disque caritatif No One's Gonna Change Our World (en); ¶
6. You Know My Name (Look Up the Number) ƒB - mono; ¶ et ₥
7. Sgt. Pepper Inner Groove - court montage sonore qui se trouvait à la fin du disque Sgt. Pepper's Lonely Hearts Club Band qui n'était pas disponible en Amérique.